# 圣皮埃尔德容基耶尔
圣皮埃尔-德容基耶尔（法語：Saint-Pierre-des-Jonquières，法語發音：[sɛ̃ pjɛʁ de ʒɔ̃kjɛʁ]）是法国滨海塞纳省的一个市镇，属于迪耶普区。

## 地名
缩合冠词“des”发音为[de]，在《法汉译音表》中对应“代”字，但其仅在“圣莫代福塞”（Saint-Maur-des-Fossés）等少数地名中译作“代”，《世界地名翻译大辞典》、《世界地名译名词典》和《法国地图册》等主流地名译名类书籍资料中多译作“德”。

## 地理
圣皮埃尔-德容基耶尔（49°51'5"N, 1°27'8"E）面积8.31 平方千米，位于法国诺曼底大区滨海塞纳省，该省份为法国北部沿海省份，其西部及北部濒大西洋英吉利海峡，东起顺时针与索姆省、瓦兹省、厄尔省和卡爾瓦多斯省接壤。
与圣皮埃尔-德容基耶尔接壤的市镇（或旧市镇、城区）包括：巴约勒-讷维尔、福雷欧维尔、隆迪尼耶尔、皮桑瓦勒、斯梅尔梅尼勒。
圣皮埃尔-德容基耶尔的时区为UTC+01:00、UTC+02:00（夏令时）。

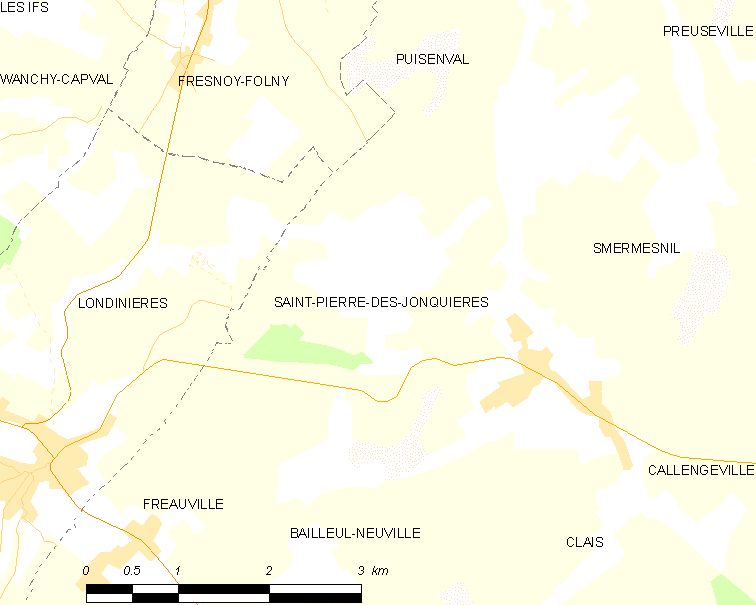
圣皮埃尔-德容基耶尔的OSM定位图

## 行政
圣皮埃尔-德容基耶尔的邮政编码为76660，INSEE市镇编码为76635。

## 政治
圣皮埃尔-德容基耶尔所属的省级选区为布赖地区讷沙泰勒县。

## 人口

1962-2008年间圣皮埃尔-德容基耶尔人口变化图示

圣皮埃尔-德容基耶尔于2022年1月1日时的人口数量为76人。